# Kodyńsk
Kodyńsk (ros. Кодинск) – miasto w azjatyckiej części Rosji, w Kraju Krasnojarskim, centrum administracyjne rejonu kieżemskiego.
Miasto położone jest nad rzeką Angara, 735 km od Krasnojarska. Założone w 1977 w związku z budową Boguczańskiej Elektrowni Wodnej, status miasta od 1989 roku.